# (4352) Kyoto
(4352) Kyoto ist ein Hauptgürtelasteroid, der am 29. Oktober 1989 von Atsushi Sugie vom Dynic Astronomical Observatory aus entdeckt wurde.
Der Asteroid wurde am 10. April 1990 nach der japanischen Stadt Kyōto benannt.